# Rallye de Grande-Bretagne 2018
Le Rallye de Grande-Bretagne 2018 est le 11e rallye du Championnat du monde des rallyes 2018 et la 73e édition de l’épreuve. Il se déroule sur 23 épreuves spéciales. Il est remporté par le duo français Sébastien Ogier et Julien Ingrassia après une lutte intense avec la paire finlandaise Jari-Matti Latvala et Miikka Anttila. Au championnat, le quintuple champion du monde en titre Sébastien Ogier réalise une très bonne opération puisqu'il se rapproche de Thierry Neuville qui ne termine que cinquième du rallye et dépasse aussi Ott Tänak, ce dernier ayant terminé hors du top 10.

## Engagés
| no            | Engagé                      | Pilote                  | Copilote               | Voiture               | Pneus |
| ------------- | --------------------------- | ----------------------- | ---------------------- | --------------------- | ----- |
| Engagés WRC   |                             |                         |                        |                       |       |
| 1             | M-Sport Ford WRT            | Sébastien Ogier         | Julien Ingrassia       | Ford Fiesta WRC       | M     |
| 2             | M-Sport Ford WRT            | Elfyn Evans             | Daniel Barritt         | Ford Fiesta WRC       | M     |
| 3             | M-Sport Ford WRT            | Teemu Suninen           | Mikko Markkula         | Ford Fiesta WRC       | M     |
| 4             | Hyundai Shell Mobis WRT     | Andreas Mikkelsen       | Anders Jæger-Synnevaag | Hyundai i20 Coupe WRC | M     |
| 5             | Hyundai Shell Mobis WRT     | Thierry Neuville        | Nicolas Gilsoul        | Hyundai i20 Coupe WRC | M     |
| 6             | Hyundai Shell Mobis WRT     | Hayden Paddon           | Sebastian Marshall     | Hyundai i20 Coupe WRC | M     |
| 7             | Toyota Gazoo Racing WRT     | Jari-Matti Latvala      | Miikka Anttila         | Toyota Yaris WRC      | M     |
| 8             | Toyota Gazoo Racing WRT     | Ott Tänak               | Martin Järveoja        | Toyota Yaris WRC      | M     |
| 9             | Toyota Gazoo Racing WRT     | Esapekka Lappi          | Janne Ferm             | Toyota Yaris WRC      | M     |
| 10            | Citroën Total Abu Dhabi WRT | Mads Østberg            | Torstein Eriksen       | Citroën C3 WRC        | M     |
| 11            | Citroën Total Abu Dhabi WRT | Craig Breen             | Scott Martin           | Citroën C3 WRC        | M     |
| Engagés WRC-2 |                             |                         |                        |                       |       |
| 31            | Škoda Motorsport II         | Pontus Tidemand         | Jonas Andersson        | Škoda Fabia R5 (en)   | M     |
| 32            | Gus Greensmith              | Gus Greensmith          | Alessandro Gelsomino   | Ford Fiesta R5        | M     |
| 33            | Printsport                  | Łukasz Pieniążek        | Przemysław Mazur       | Škoda Fabia R5 (en)   | M     |
| 34            | ACI Team Italia WRC         | Fabio Andolfi           | Simone Scattolin       | Škoda Fabia R5 (en)   | P     |
| 35            | PH Sport                    | Ole Christian Veiby     | Stig Rune Skjærmoen    | Citroën C3 R5         | M     |
| 36            | Škoda Motorsport II         | Kalle Rovanperä         | Jonne Halttunen        | Škoda Fabia R5 (en)   | M     |
| 37            | Hyundai Motorsport          | Jari Huttunen           | Antti Linnaketo        | Hyundai i20 R5        | M     |
| 38            | BRC Racing Team             | Pierre-Louis Loubet     | Vincent Landais        | Hyundai i20 R5        | M     |
| 39            | Nil Solans                  | Nil Solans              | Miquel Ibáñez Sotos    | Ford Fiesta R5        | P     |
| 40            | Citroën Total Rallye Team   | Stéphane Lefebvre       | Gabin Moreau           | Citroën C3 R5         | M     |
| 41            | Marco Bulacia Wilkinson     | Marco Bulacia Wilkinson | Fernando Mussano       | Ford Fiesta R5        | M     |
| 42            | Simone Tempestini           | Simone Tempestini       | Sergio Itu             | Citroën C3 R5         | M     |
| 43            | M-Sport Ford WRT            | Eric Camilli            | Benjamin Veillas       | Ford Fiesta R5        | P     |
| 44            | Toksport WRT                | Chris Ingram            | Ross Whittock          | Škoda Fabia R5 (en)   | P     |
| Engagés WRC-3 |                             |                         |                        |                       |       |
| 61            | Taisko Lario                | Taisko Lario            | Tatu Hämäläinen        | Peugeot 208 R2        | M     |
| 62            | Enrico Brazzoli             | Enrico Brazzoli         | Luca Beltrame          | Peugeot 208 R2        | D     |
| 63            | Louise Cook                 | Louise Cook             | Stefan Davis           | Ford Fiesta R2        | M     |
| 64            | Tom Williams                | Tom Williams            | Phil Hall              | Ford Fiesta R2        | P     |
| Source:,      |                             |                         |                        |                       |       |

## Déroulement de l’épreuve
Le rallye, disputé au début du mois d'octobre, s'inscrit dans le cadre de la lutte entre Sébastien Ogier, Thierry Neuville et Ott Tänak pour le titre de champion du monde des rallyes. L’estonien est en grande forme en ayant remporté les trois dernières épreuves. Débutant le jeudi soir par une courte spéciale remportée par Esapekka Lappi, il se poursuit le lendemain avec au programme deux boucles identiques de trois spéciales disputées l'une le matin et l'autre l’après-midi, avec entre les deux une petite spéciale dans une carrière disputée deux fois. D'entrée de jeu, Ott Tänak s'illustre en s'adjugeant les trois spéciales matinales et en distançant de ce fait ses adversaires. La troisième spéciale en est l'illustration puisqu'il la remporte avec plus de trois secondes d'avance sur la concurrence. Les deux courtes spéciales qui suivent créent peu d'écart, sauf pour Sébastien Ogier qui est en délicatesse avec sa boîte de vitesses. Ainsi, Tänak mène à la pause, précédant de 8 s 9 le britannique Elfyn Evans vainqueur de l'édition 2017, et de 15 s 4 son coéquipier Jari-Matti Latvala. Surtout, ses rivaux Thierry Neuville et Sébastien Ogier sont relégués respectivement à 21 s 8 et à 27 s 9.
L'après-midi continue de sourire à Ott Tänak puisqu'il signe deux scratchs lors de l'ES7 et l'ES8, ne laissant que la dernière spéciale à Thierry Neuville. Sa performance dans la spéciale de Brenig (ES8) est encore plus saisissante que celle du passage matinal puisque le deuxième classé, Neuville, accuse 6 s de retard ! L'après-midi est néanmoins moins heureuse pour d'autres pilotes, à l'instar d'Elfyn Evans, qui n’a pu repartir pour cause de problème mécanique sur la liaison, vraisemblablement des coupures moteur, et de Jari-Matti Latvala, qui a perdu 16 s sur son coéquipier durant l’ES8. Le finlandais reste cependant sur le podium provisoire le vendredi soir, mais il accuse désormais plus de 30 s de retard sur Ott Tänak, grand leader. Seul Neuville est en dessous de la demi minute de retard (28 s 8), Sébastien Ogier est lui 5e à 38 s 2.
La journée de samedi est la plus longue du rallye avec deux boucles identiques de quatre spéciales disputées l'une le matin et l'autre l’après-midi, et séparée par la spéciale de Dyfnant. Sébastien Ogier profite de la première spéciale de la journée pour l'emporter et s'installer sur la troisième marche du podium. Tänak n’est toutefois pas en danger, et ce d'autant plus que son dauphin Thierry Neuville part à la faute dans la spéciale suivante. Sorti trop large d'un virage à droite, il s'est retrouvé coincé momentanément dans un fossé. Déclarant ensuite qu'« il fallait que ça arrive quand tu conduis sur un fil depuis le début de l'année », le belge a perdu beaucoup de temps, si bien qu'il est désormais à 1 min 22 d'un Ott Tänak seulement battu par Mads Østberg et qui glane huit secondes d'avance supplémentaires sur Ogier. L'estonien continue sur sa lancée en remportant la spéciale suivante et en augmentant l’écart sur le français tout au long de la matinée. Ainsi, à la mi-journée, Tänak est un large meneur, devançant le deuxième Ogier de 48 s. Latvala est toujours troisième à 49 s 7, Neuville est lui 9e à plus d'1 min 30. À ce stade, le pilote balte est bien parti pour prendre la tête du championnat.
L'après-midi débute bien pour Sébastien Ogier qui comme en matinée réalise le meilleur temps d'entrée dans Myherin, l'une des spéciales les plus célèbres du rallye, augmentant un peu l'écart avec Latvala. Cela n'est pas anodin car la spéciale suivante réserve un coup de théâtre. En effet, l'homme en forme Ott Tänak est contraint de s'arrêter durant cette dernière, le carter et le radiateur de sa Toyota étant cassés ! C'est une grosse désillusion pour l'estonien, qui va s’allonger dans l’herbe, se tenant la tête à deux mains. En effet, alors qu'il était bien parti pour remporter son quatrième rallye d'affilée et réaliser une très bonne opération comptable, il voit maintenant son rival Ogier prendre le commandement de l'épreuve et le dépasser au championnat. Il confiera par la suite que « c'est la pire chose qu'[il] aie jamais ressentie ». Andreas Mikkelsen profite de la situation pour signer le scratch, ce qu'il fera à nouveau à la fin de la journée, tandis que Jari-Matti Latvala claque le meilleur temps durant l'ES17. Cela a son importance car avec les péripéties de la journée, le finlandais est deuxième à seulement 4 s 4 d'Ogier, alors que son coéquipier Esapekka Lappi n'a que 7 s 4 de retard sur lui. La dernière journée du rallye sera donc décisive pour la victoire.
Cette ultime journée comporte cinq spéciales, avec une fois n’est pas coutume la super spéciale délivrant des points supplémentaires placée en début de matinée et non en fin. Cela est dû au fait que la spéciale qui passe par les falaises de Great Orme et la ville de Llandudno, qui représente l'antépénultième et le dernier scratch, se dispute sur asphalte et n’est pas représentative du tracé du rallye, ce qui ne peut être le cas pour cette spéciale importante. Le début de la journée est favorable à Latvala, qui revient à 1 s 7 d'Ogier dès la première spéciale. Vient ensuite la super spéciale, que le finlandais remporte. Le trio de tête du championnat suit, avec dans l'ordre Tänak, Ogier et Neuville, tous les trois grappillant ainsi quelques points précieux. Surtout, le français concède plus de 5 s à Latvala, laissant la tête de l’épreuve à ce dernier, ce qui est problématique en vue du championnat, la première place octroyant 25 points alors que la deuxième n’en allouant que 18. Cependant, les deux passages dans Great Orme sont sur asphalte, surface de prédilection d'Ogier. D'ailleurs, il signe le meilleur temps lors du premier passage, revenant à 0 s 2 de Latvala ! Le français continue sur sa lancée et remporte la spéciale suivante, reprenant par la même occasion le commandement de l'épreuve avec 3 s 1 d'avance sur le finlandais. Pendant ce temps, Thierry Neuville revient à la 5e place en profitant de l’effacement de ses coéquipiers en rapport au championnat. Vient alors la dernière spéciale, que Sébastien Ogier remporte avec 7 s 5 d'avance sur son rival finlandais, scellant ainsi une victoire qui couplée aux malheurs de Tänak sont très bienfaiteurs pour lui au championnat. En effet, Ogier n’avait plus gagné depuis début avril et le Tour de Corse et était avant le rallye 3e au championnat avec 27 points de retard sur Neuville. Désormais, il est 2e et n’accuse plus qu'un retard de 7 points. Jari-Matti Latvala finit par conséquent deuxième à 10 s 6, son coéquipier Esapekka Lappi complétant le podium, ce qui permet à Toyota d'engranger des points précieux pour le championnat des constructeurs, lui permettant de consolider sa première place avec un débours de 20 points sur Hyundai. À noter en WRC-2 la victoire du finlandais Kalle Rovanperä qui a mené la catégorie de bout en bout du rallye et en WRC-3 le succès du britannique Tom Williams.

## Résultats

### Classement final
| Position           | Position | no | Pilote                  | Copilote               | Équipe                      | Voiture               | Temps             | Diff.          | Points | Points |
| Pos.               | Cla.     | no | Pilote                  | Copilote               | Équipe                      | Voiture               | Temps             | Diff.          | Gén.   | SS.    |
| ------------------ | -------- | -- | ----------------------- | ---------------------- | --------------------------- | --------------------- | ----------------- | -------------- | ------ | ------ |
| Classement général |          |    |                         |                        |                             |                       |                   |                |        |        |
| 1                  | 1        | 1  | Sébastien Ogier         | Julien Ingrassia       | M-Sport Ford WRT            | Ford Fiesta WRC       | 3 h 06 min 12 s 5 | 0 s 0          | 25     | 3      |
| 2                  | 2        | 7  | Jari-Matti Latvala      | Miikka Anttila         | Toyota Gazoo Racing WRT     | Toyota Yaris WRC      | 3 h 06 min 23 s 1 | +10 s 6        | 18     | 5      |
| 3                  | 3        | 9  | Esapekka Lappi          | Janne Ferm             | Toyota Gazoo Racing WRT     | Toyota Yaris WRC      | 3 h 06 min 47 s 6 | +35 s 1        | 15     | 1      |
| 4                  | 4        | 11 | Craig Breen             | Scott Martin           | Citroën Total Abu Dhabi WRT | Citroën C3 WRC        | 3 h 07 min 22 s 9 | +1 min 10 s 4  | 12     | 0      |
| 5                  | 5        | 5  | Thierry Neuville        | Nicolas Gilsoul        | Hyundai Shell Mobis WRT     | Hyundai i20 Coupe WRC | 3 h 07 min 26 s 9 | +1 min 14 s 4  | 10     | 2      |
| 6                  | 6        | 4  | Andreas Mikkelsen       | Anders Jæger-Synnevaag | Hyundai Shell Mobis WRT     | Hyundai i20 Coupe WRC | 3 h 07 min 28 s 4 | +1 min 15 s 9  | 8      | 0      |
| 7                  | 7        | 6  | Hayden Paddon           | Sebastian Marshall     | Hyundai Shell Mobis WRT     | Hyundai i20 Coupe WRC | 3 h 07 min 30 s 9 | +1 min 18 s 4  | 6      | 0      |
| 8                  | 8        | 10 | Mads Østberg            | Torstein Eriksen       | Citroën Total Abu Dhabi WRT | Citroën C3 WRC        | 3 h 07 min 34 s 1 | +1 min 21 s 6  | 4      | 0      |
| 9                  | 9        | 36 | Kalle Rovanperä         | Jonne Halttunen        | Škoda Motorsport II         | Škoda Fabia R5 (en)   | 3 h 15 min 27 s 2 | +9 min 14 s 7  | 2      | 0      |
| 10                 | 10       | 31 | Pontus Tidemand         | Jonas Andersson        | Škoda Motorsport II         | Škoda Fabia R5 (en)   | 3 h 17 min 01 s 4 | +10 min 48 s 9 | 1      | 0      |
| WRC-2              |          |    |                         |                        |                             |                       |                   |                |        |        |
| 9                  | 1        | 36 | Kalle Rovanperä         | Jonne Halttunen        | Škoda Motorsport II         | Škoda Fabia R5 (en)   | 3 h 15 min 27 s 2 | 0 s 0          | 25     | —      |
| 10                 | 2        | 31 | Pontus Tidemand         | Jonas Andersson        | Škoda Motorsport II         | Škoda Fabia R5 (en)   | 3 h 17 min 01 s 4 | +1 min 34 s 2  | 18     | —      |
| 11                 | 3        | 32 | Gus Greensmith          | Alessandro Gelsomino   | Gus Greensmith              | Ford Fiesta R5        | 3 h 17 min 40 s 8 | +2 min 13 s 6  | 15     | —      |
| 12                 | 4        | 37 | Jari Huttunen           | Antti Linnaketo        | Hyundai Motorsport          | Hyundai i20 R5        | 3 h 18 min 24 s 0 | +2 min 56 s 8  | 12     | —      |
| 13                 | 5        | 40 | Stéphane Lefebvre       | Gabin Moreau           | Citroën Total Rallye Team   | Citroën C3 R5         | 3 h 20 min 02 s 6 | +4 min 35 s 4  | 10     | —      |
| 14                 | 6        | 33 | Łukasz Pieniążek        | Przemysław Mazur       | Printsport                  | Škoda Fabia R5 (en)   | 3 h 21 min 47 s 3 | +6 min 20 s 1  | 8      | —      |
| 15                 | 7        | 42 | Simone Tempestini       | Sergio Itu             | Simone Tempestini           | Citroën C3 R5         | 3 h 24 min 16 s 9 | +8 min 49 s 7  | 6      | —      |
| 16                 | 8        | 34 | Fabio Andolfi           | Simone Scattolin       | ACI Team Italia WRC         | Škoda Fabia R5 (en)   | 3 h 24 min 34 s 3 | +9 min 07 s 1  | 4      | —      |
| 18                 | 9        | 41 | Marco Bulacia Wilkinson | Fernando Mussano       | Marco Bulacia Wilkinson     | Ford Fiesta R5        | 3 h 26 min 12 s 2 | +10 min 45 s 0 | 2      | —      |
| 24                 | 10       | 43 | Eric Camilli            | Benjamin Veillas       | M-Sport Ford WRT            | Ford Fiesta R5        | 3 h 42 min 48 s 7 | +27 min 21 s 5 | 1      | —      |
| WRC-3              |          |    |                         |                        |                             |                       |                   |                |        |        |
| 28                 | 1        | 64 | Tom Williams            | Phil Hall              | Tom Williams                | Ford Fiesta R2        | 3 h 49 min 44 s 9 | 0 s 0          | 25     | —      |
| 31                 | 2        | 62 | Enrico Brazzoli         | Luca Beltrame          | Enrico Brazzoli             | Peugeot 208 R2        | 3 h 54 min 23 s 4 | +4 min 38 s 5  | 18     | —      |
| 32                 | 3        | 61 | Taisko Lario            | Tatu Hämäläinen        | Taisko Lario                | Peugeot 208 R2        | 3 h 56 min 40 s 0 | +6 min 55 s 1  | 15     | —      |
| 38                 | 4        | 63 | Louise Cook             | Stefan Davis           | Louise Cook                 | Ford Fiesta R2        | 4 h 09 min 08 s 7 | +19 min 23 s 8 | 12     | —      |
| Source:,           |          |    |                         |                        |                             |                       |                   |                |        |        |

### Spéciales chronométrées
| WRC       |          |                        |          |                           |                                |                      |                      |
| Jour      | Spéciale | Nom                    | Longueur | Vainqueur                 | Voiture                        | Temps                | Meneur               |
| 4 octobre | —        | Clocaenog [Shakedown]  | 3,32 km  | Teemu Suninen             | Ford Fiesta WRC                | 2 min 01 s 2         | NC                   |
| 4 octobre | SS1      | Tir Prince             | 1,70 km  | Esapekka Lappi            | Toyota Yaris WRC               | 1 min 21 s 6         | Esapekka Lappi       |
| 5 octobre | SS2      | Clocaenog 1            | 7,67 km  | Ott Tänak                 | Toyota Yaris WRC               | 4 min 07 s 2         | Ott Tänak            |
| 5 octobre | SS3      | Brenig 1               | 29,13 km | Ott Tänak                 | Toyota Yaris WRC               | 16 min 52 s 4        | Ott Tänak            |
| 5 octobre | SS4      | Penmachno 1            | 16,95 km | Ott Tänak                 | Toyota Yaris WRC               | 10 min 15 s 9        | Ott Tänak            |
| 5 octobre | SS5      | Slate Mountain 1       | 1,63 km  | Thierry Neuville          | Hyundai i20 Coupe WRC          | 1 min 16 s 8         | Ott Tänak            |
| 5 octobre | SS6      | Slate Mountain 2       | 1,63 km  | Jari-Matti Latvala        | Toyota Yaris WRC               | 1 min 15 s 3         | Ott Tänak            |
| 5 octobre | SS7      | Clocaenog 2            | 7,67 km  | Ott Tänak                 | Toyota Yaris WRC               | 4 min 01 s 6         | Ott Tänak            |
| 5 octobre | SS8      | Brenig 2               | 29,13 km | Ott Tänak                 | Toyota Yaris WRC               | 16 min 30 s 5        | Ott Tänak            |
| 5 octobre | SS9      | Penmachno 2            | 16,95 km | Thierry Neuville          | Hyundai i20 Coupe WRC          | 10 min 16 s 4        | Ott Tänak            |
| 6 octobre | SS10     | Myherin 1              | 20,28 km | Sébastien Ogier           | Ford Fiesta WRC                | 10 min 46 s 2        | Ott Tänak            |
| 6 octobre | SS11     | Sweet Lamb Hafren 1    | 19,95 km | Mads Østberg              | Citroën C3 WRC                 | 11 min 39 s 4        | Ott Tänak            |
| 6 octobre | SS12     | Dyfi 1                 | 19,48 km | Ott Tänak                 | Toyota Yaris WRC               | 10 min 56 s 7        | Ott Tänak            |
| 6 octobre | SS13     | Gartheiniog 1          | 11,26 km | Andreas Mikkelsen         | Hyundai i20 Coupe WRC          | 6 min 51 s 0         | Ott Tänak            |
| 6 octobre | SS14     | Dyfnant                | 8,30 km  | Jari-Matti Latvala        | Toyota Yaris WRC               | 4 min 28 s 2         | Ott Tänak            |
| 6 octobre | SS15     | Myherin 2              | 20,28 km | Sébastien Ogier           | Ford Fiesta WRC                | 10 min 37 s 9        | Ott Tänak            |
| 6 octobre | SS16     | Sweet Lamb Hafren 2    | 19,95 km | Andreas Mikkelsen         | Hyundai i20 Coupe WRC          | 11 min 26 s 6        | Sébastien Ogier      |
| 6 octobre | SS17     | Dyfi 2                 | 19,48 km | Jari-Matti Latvala        | Toyota Yaris WRC               | 10 min 42 s 8        | Sébastien Ogier      |
| 6 octobre | SS18     | Gartheiniog 2          | 11,26 km | Andreas Mikkelsen         | Hyundai i20 Coupe WRC          | 6 min 43 s 6         | Sébastien Ogier      |
| 7 octobre | SS19     | Elsi                   | 10,06 km | Esapekka Lappi            | Toyota Yaris WRC               | 7 min 17 s 1         | Sébastien Ogier      |
| 7 octobre | SS20     | Gwydir 1 (Power Stage) | 14,70 km | Jari-Matti Latvala        | Toyota Yaris WRC               | 9 min 31 s 6         | Jari-Matti Latvala   |
| 7 octobre | SS21     | Great Orme Llandudno 1 | 8,03 km  | Sébastien Ogier           | Ford Fiesta WRC                | 4 min 22 s 0         | Jari-Matti Latvala   |
| 7 octobre | SS22     | Gwydir 2               | 14,70 km | Sébastien Ogier           | Ford Fiesta WRC                | 9 min 30 s 4         | Sébastien Ogier      |
| 7 octobre | SS23     | Great Orme Llandudno 2 | 8,03 km  | Sébastien Ogier           | Ford Fiesta WRC                | 3 min 59 s 3         | Sébastien Ogier      |
| WRC-2     |          |                        |          |                           |                                |                      |                      |
| 4 octobre | —        | Clocaenog [Shakedown]  | 3,32 km  | Kalle Rovanperä           | Škoda Fabia R5 (en)            | 2 min 07 s 0         | NC                   |
| 4 octobre | SS1      | Tir Prince             | 1,70 km  | Kalle Rovanperä           | Škoda Fabia R5 (en)            | 1 min 23 s 8         | Kalle Rovanperä      |
| 5 octobre | SS2      | Clocaenog 1            | 7,67 km  | Kalle Rovanperä           | Škoda Fabia R5 (en)            | 4 min 17 s 6         | Kalle Rovanperä      |
| 5 octobre | SS3      | Brenig 1               | 29,13 km | Kalle Rovanperä           | Škoda Fabia R5 (en)            | 17 min 29 s 7        | Kalle Rovanperä      |
| 5 octobre | SS4      | Penmachno 1            | 16,95 km | Kalle Rovanperä           | Škoda Fabia R5 (en)            | 10 min 48 s 8        | Kalle Rovanperä      |
| 5 octobre | SS5      | Slate Mountain 1       | 1,63 km  | Pontus Tidemand           | Škoda Fabia R5 (en)            | 1 min 21 s 1         | Kalle Rovanperä      |
| 5 octobre | SS6      | Slate Mountain 2       | 1,63 km  | Kalle Rovanperä           | Škoda Fabia R5 (en)            | 1 min 20 s 4         | Kalle Rovanperä      |
| 5 octobre | SS7      | Clocaenog 2            | 7,67 km  | Kalle Rovanperä           | Škoda Fabia R5 (en)            | 4 min 15 s 7         | Kalle Rovanperä      |
| 5 octobre | SS8      | Brenig 2               | 29,13 km | Kalle Rovanperä           | Škoda Fabia R5 (en)            | 17 min 29 s 4        | Kalle Rovanperä      |
| 5 octobre | SS9      | Penmachno 2            | 16,95 km | Kalle Rovanperä           | Škoda Fabia R5 (en)            | 10 min 44 s 3        | Kalle Rovanperä      |
| 6 octobre | SS10     | Myherin 1              | 20,28 km | Gus Greensmith            | Ford Fiesta R5                 | 11 min 31 s 1        | Kalle Rovanperä      |
| 6 octobre | SS11     | Sweet Lamb Hafren 1    | 19,95 km | Kalle Rovanperä           | Škoda Fabia R5 (en)            | 12 min 28 s 8        | Kalle Rovanperä      |
| 6 octobre | SS12     | Dyfi 1                 | 19,48 km | Pontus Tidemand           | Škoda Fabia R5 (en)            | 11 min 37 s 0        | Kalle Rovanperä      |
| 6 octobre | SS13     | Gartheiniog 1          | 11,26 km | Kalle Rovanperä           | Škoda Fabia R5 (en)            | 7 min 16 s 0         | Kalle Rovanperä      |
| 6 octobre | SS14     | Dyfnant                | 8,30 km  | Kalle Rovanperä           | Škoda Fabia R5 (en)            | 4 min 44 s 5         | Kalle Rovanperä      |
| 6 octobre | SS15     | Myherin 2              | 20,28 km | Kalle Rovanperä           | Škoda Fabia R5 (en)            | 11 min 12 s 2        | Kalle Rovanperä      |
| 6 octobre | SS16     | Sweet Lamb Hafren 2    | 19,95 km | Kalle Rovanperä           | Škoda Fabia R5 (en)            | 12 min 09 s 0        | Kalle Rovanperä      |
| 6 octobre | SS17     | Dyfi 2                 | 19,48 km | Eric Camilli              | Ford Fiesta R5                 | 11 min 20 s 9        | Kalle Rovanperä      |
| 6 octobre | SS18     | Gartheiniog 2          | 11,26 km | Pontus Tidemand           | Škoda Fabia R5 (en)            | 7 min 09 s 3         | Kalle Rovanperä      |
| 7 octobre | SS19     | Elsi                   | 10,06 km | Kalle Rovanperä           | Škoda Fabia R5 (en)            | 7 min 34 s 0         | Kalle Rovanperä      |
| 7 octobre | SS20     | Gwydir 1               | 14,70 km | Kalle Rovanperä           | Škoda Fabia R5 (en)            | 10 min 00 s 1        | Kalle Rovanperä      |
| 7 octobre | SS21     | Great Orme Llandudno 1 | 8,03 km  | Fabio Andolfi             | Škoda Fabia R5 (en)            | 4 min 35 s 9         | Kalle Rovanperä      |
| 7 octobre | SS22     | Gwydir 2               | 14,70 km | Eric Camilli              | Ford Fiesta R5                 | 9 min 54 s 6         | Kalle Rovanperä      |
| 7 octobre | SS23     | Great Orme Llandudno 2 | 8,03 km  | Spéciale interrompue      | Spéciale interrompue           | Spéciale interrompue | Spéciale interrompue |
| WRC-3     |          |                        |          |                           |                                |                      |                      |
| 4 octobre | —        | Clocaenog [Shakedown]  | 3,32 km  | Taisko Lario              | Peugeot 208 R2                 | 2 min 28 s 2         | NC                   |
| 4 octobre | SS1      | Tir Prince             | 1,70 km  | Tom Williams              | Ford Fiesta R2T                | 1 min 38 s 3         | Tom Williams         |
| 5 octobre | SS2      | Clocaenog 1            | 7,67 km  | Taisko Lario              | Peugeot 208 R2                 | 5 min 05 s 3         | Taisko Lario         |
| 5 octobre | SS3      | Brenig 1               | 29,13 km | Tom Williams              | Ford Fiesta R2T                | 20 min 33 s 4        | Tom Williams         |
| 5 octobre | SS4      | Penmachno 1            | 16,95 km | Tom Williams              | Ford Fiesta R2T                | 12 min 34 s 6        | Tom Williams         |
| 5 octobre | SS5      | Slate Mountain 1       | 1,63 km  | Tom Williams              | Ford Fiesta R2T                | 1 min 36 s 9         | Tom Williams         |
| 5 octobre | SS6      | Slate Mountain 2       | 1,63 km  | Taisko Lario Tom Williams | Peugeot 208 R2 Ford Fiesta R2T | 1 min 36 s 3         | Tom Williams         |
| 5 octobre | SS7      | Clocaenog 2            | 7,67 km  | Taisko Lario              | Peugeot 208 R2                 | 5 min 04 s 1         | Tom Williams         |
| 5 octobre | SS8      | Brenig 2               | 29,13 km | Tom Williams              | Ford Fiesta R2T                | 20 min 24 s 8        | Tom Williams         |
| 5 octobre | SS9      | Penmachno 2            | 16,95 km | Tom Williams              | Ford Fiesta R2T                | 12 min 43 s 4        | Tom Williams         |
| 6 octobre | SS10     | Myherin 1              | 20,28 km | Tom Williams              | Ford Fiesta R2T                | 13 min 16 s 7        | Tom Williams         |
| 6 octobre | SS11     | Sweet Lamb Hafren 1    | 19,95 km | Tom Williams              | Ford Fiesta R2T                | 14 min 41 s 5        | Tom Williams         |
| 6 octobre | SS12     | Dyfi 1                 | 19,48 km | Tom Williams              | Ford Fiesta R2T                | 13 min 26 s 7        | Tom Williams         |
| 6 octobre | SS13     | Gartheiniog 1          | 11,26 km | Taisko Lario              | Peugeot 208 R2                 | 8 min 29 s 5         | Tom Williams         |
| 6 octobre | SS14     | Dyfnant                | 8,30 km  | Taisko Lario              | Peugeot 208 R2                 | 5 min 24 s 6         | Tom Williams         |
| 6 octobre | SS15     | Myherin 2              | 20,28 km | Taisko Lario              | Peugeot 208 R2                 | 12 min 55 s 2        | Tom Williams         |
| 6 octobre | SS16     | Sweet Lamb Hafren 2    | 19,95 km | Tom Williams              | Ford Fiesta R2T                | 13 min 48 s 4        | Tom Williams         |
| 6 octobre | SS17     | Dyfi 2                 | 19,48 km | Tom Williams              | Ford Fiesta R2T                | 12 min 55 s 0        | Tom Williams         |
| 6 octobre | SS18     | Gartheiniog 2          | 11,26 km | Tom Williams              | Ford Fiesta R2T                | 8 min 14 s 1         | Tom Williams         |
| 7 octobre | SS19     | Elsi                   | 10,06 km | Tom Williams              | Ford Fiesta R2T                | 8 min 33 s 2         | Tom Williams         |
| 7 octobre | SS20     | Gwydir 1               | 14,70 km | Tom Williams              | Ford Fiesta R2T                | 11 min 26 s 9        | Tom Williams         |
| 7 octobre | SS21     | Great Orme Llandudno 1 | 8,03 km  | Taisko Lario              | Peugeot 208 R2                 | 5 min 30 s 8         | Tom Williams         |
| 7 octobre | SS22     | Gwydir 2               | 14,70 km | Tom Williams              | Ford Fiesta R2T                | 11 min 28 s 7        | Tom Williams         |
| 7 octobre | SS23     | Great Orme Llandudno 2 | 8,03 km  | Spéciale interrompue      | Spéciale interrompue           | Spéciale interrompue | Spéciale interrompue |

### Super spéciale
La super spéciale est une spéciale de 14,70 km courue durant la dernière journée du rallye. Elle est remportée par Jari-Matti Latvala, ce qui lui permet de se rapprocher de Sébastien Ogier dans la lutte pour la victoire.
| Pos. | Pilote             | Copilote         | Voiture               | Temps        | Diff.  | Pts. |
| ---- | ------------------ | ---------------- | --------------------- | ------------ | ------ | ---- |
| 1    | Jari-Matti Latvala | Miikka Anttila   | Toyota Yaris WRC      | 9 min 31 s 6 | 0 s 0  | 5    |
| 2    | Ott Tänak          | Martin Järveoja  | Toyota Yaris WRC      | 9 min 32 s 4 | +0 s 7 | 4    |
| 3    | Sébastien Ogier    | Julien Ingrassia | Ford Fiesta WRC       | 9 min 36 s 9 | +5 s 2 | 3    |
| 4    | Thierry Neuville   | Nicolas Gilsoul  | Hyundai i20 Coupe WRC | 9 min 37 s 3 | +5 s 6 | 2    |
| 5    | Esapekka Lappi     | Janne Ferm       | Toyota Yaris WRC      | 9 min 39 s 9 | +8 s 2 | 1    |

## Classements aux championnats après l'épreuve
| WRC   |      |                          |        |
|       | Pos. | Pilote                   | Points |
|       | 1    | Thierry Neuville         | 189    |
| 1     | 2    | Sébastien Ogier          | 182    |
| 1     | 3    | Ott Tänak                | 168    |
|       | 4    | Esapekka Lappi           | 104    |
|       | 5    | Jari-Matti Latvala       | 98     |
| WRC-2 |      |                          |        |
|       | Pos. | Pilote                   | Points |
|       | 1    | Jan Kopecký              | 125    |
|       | 2    | Pontus Tidemand          | 111    |
|       | 3    | Gus Greensmith           | 70     |
| 4     | 4    | Kalle Rovanperä          | 65     |
| 1     | 5    | Łukasz Pieniążek         | 56     |
| WRC-3 |      |                          |        |
|       | Pos. | Pilote                   | Points |
|       | 1    | Emil Bergkvist           | 86     |
| 2     | 2    | Taisko Lario             | 83     |
| 1     | 3    | Denis Rådström           | 80     |
| 1     | 4    | Jean-Baptiste Franceschi | 79     |
|       | 5    | Enrico Brazzoli          | 73     |

| WRC   |      |                  |        |
|       | Pos. | Copilote         | Points |
|       | 1    | Nicolas Gilsoul  | 189    |
| 1     | 2    | Julien Ingrassia | 182    |
| 1     | 3    | Martin Järveoja  | 168    |
|       | 4    | Janne Ferm       | 104    |
|       | 5    | Miikka Anttila   | 98     |
| WRC-2 |      |                  |        |
|       | Pos. | Copilote         | Points |
|       | 1    | Pavel Dresler    | 125    |
|       | 2    | Jonas Andersson  | 111    |
| 5     | 3    | Jonne Halttunen  | 65     |
|       | 4    | Przemysław Mazur | 56     |
| 2     | 3    | Craig Parry      | 55     |
| WRC-3 |      |                  |        |
|       | Pos. | Copilote         | Points |
| 2     | 1    | Tatu Hämäläinen  | 83     |
| 1     | 2    | Johan Johansson  | 80     |
| 1     | 3    | Romain Courbon   | 79     |
|       | 4    | Luca Beltrame    | 73     |
| 10    | 5    | Phil Hall        | 47     |

| WRC   |      |                             |        |
|       | Pos. | Constructeur                | Points |
|       | 1    | Toyota Gazoo Racing WRT     | 317    |
|       | 2    | Hyundai Shell Mobis WRT     | 297    |
|       | 3    | M-Sport Ford WRT            | 273    |
|       | 4    | Citroën Total Abu Dhabi WRT | 187    |
| WRC-2 |      |                             |        |
|       | Pos. | Équipe                      | Points |
|       | 1    | Škoda Motorsport II         | 150    |
|       | 2    | Škoda Motorsport            | 108    |
|       | 3    | Printsport                  | 81     |
| 1     | 4    | Hyundai Motorsport          | 72     |
| 1     | 5    | ACI Team Italia WRC         | 72     |
| WRC-3 |      |                             |        |
|       | Pos. | Équipe                      | Points |
|       | 1    | ACI Team Italia             | 83     |
|       | 2    | Castrol Ford Team Turkiye   | 67     |
|       | 3    | OT Racing                   | 62     |
|       | 4    | ADAC Sachsen                | 62     |
|       | 5    | Équipe de France FFSA Rally | 55     |